# Rani Durgavati
Rani Durgavati, född 5 oktober 1524, död 24 juni 1564, var drottning av det indiska kungadömet Gondwana, och regent från 1550 till 1564 som förmyndare för sin son kung Vir Narayan. Hon är berömd för sitt försvar av riket mot mogulriket år 1564, vilket slutade i hennes nederlag och självmord genom jauhar-riten. 
Hon var dotter till kung Kirttivarman II av Mahoba. Hon gifte sig 1542 med kung Dalpat Shah av Gondwana. Hon blev mor till Vir Narayan. När hennes make avled var hennes son fem år gammal, och hon blev regent under hans minderårighet. Hon regerade i fjorton år. 